# LG TOSTEM BM
LG TOSTEM BM(LG 토스템 비엠)은 대한민국 기업 LG하우시스와 일본의 알루미늄 창호 제조사 토스템 LIXIL가 합작으로 설립한 회사이다.

주 사업 내용은 알루미늄 시스템 창호 제조이며 사업 활동 지역은 대한민국이다.

## 같이 보기
- LG그룹
- LG하우시스